# Nécropole d'El Carpio de Tajo
La nécropole d'El Carpio de Tajo (en espagnol : Necrópolis [visigoda] de El Carpio de Tajo) est une nécropole wisigothique découverte à El Carpio de Tajo, dans la province de Tolède, en Castille.

## Histoire
Les premières fouilles, menées en 1924 par l'archéologue espagnol Cayetano de Mergelina (es), ont mis au jour pas moins de 285 sépultures datant d'une période allant de la seconde moitié du Ve siècle au VIIe siècle. Sur ces 285 tombes, 90 contenaient des objets funéraires ; au total, environ 300 objets personnels comprenant notamment des bijoux (boucles d'oreille, colliers, broches, bracelets, bagues, etc.), des plaques-boucles, des fibules, des couteaux, ainsi que des monnaies romaines, furent découverts.
Ces découvertes archéologiques sont notamment conservées à Tolède, au Museo de los Concilios y de la Cultura Visigoda,, ainsi qu'au Musée archéologique national de Madrid.
La nécropole d'El Carpio de Tajo est l'une des plus importantes nécropoles de la période wisigothique (Ve – VIIIe siècles).